# Рокас
Атол Рокас (порт. Atol das Rocas) — атол в Атлантичному океані, що належить бразильському штату Ріу-Гранді-ду-Норті. Лежить приблизно за 260 км на північний схід від міста Наталь та за 145 км на північний захід від архіпелагу Фернанду-ді-Норонья.

## Географія

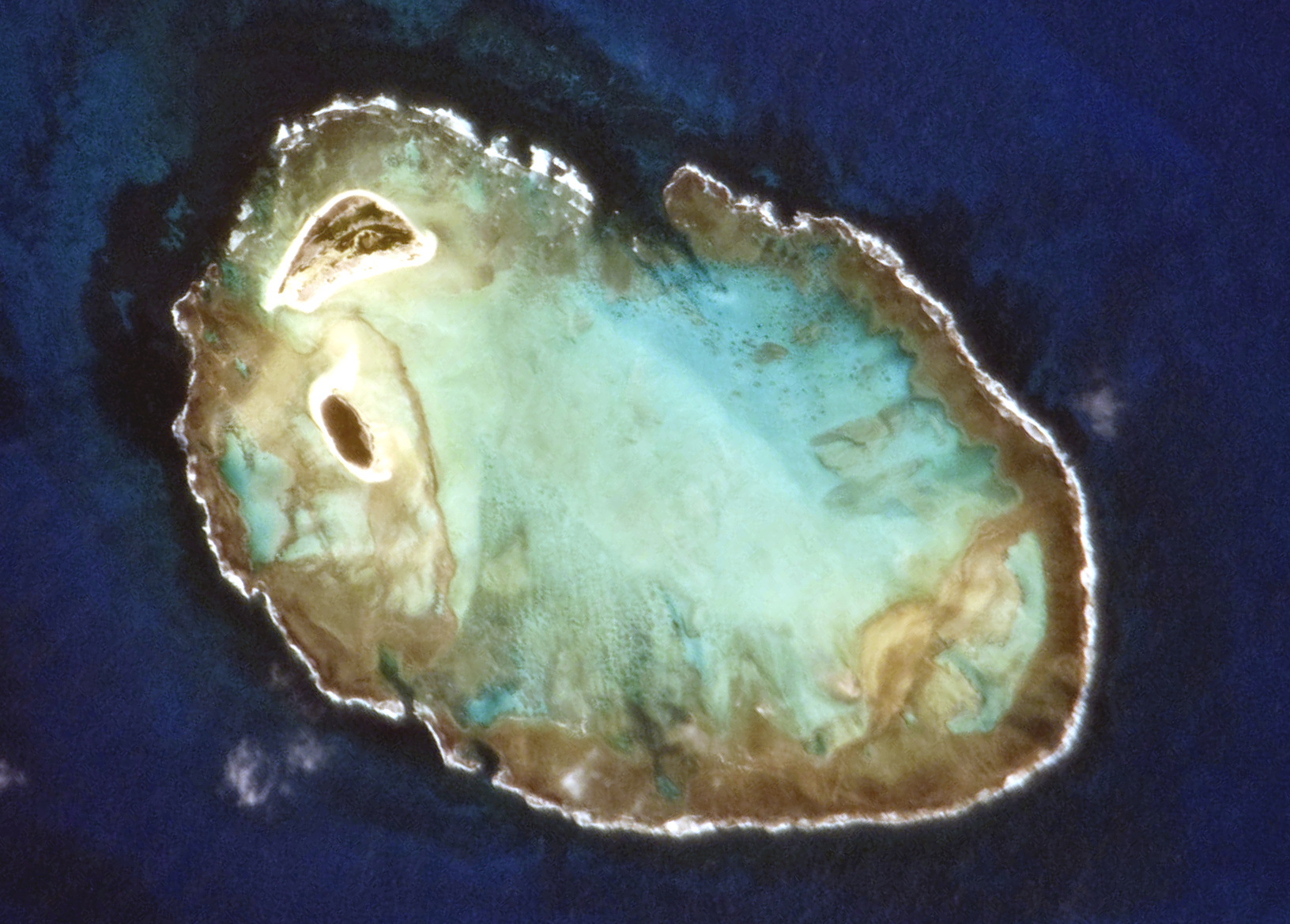
Космічний знімок атола Рокас

Має вулканічне походження, сформований коралами. Єдиний атол в південній Атлантиці, один з найменших атолів у світі.
Атол має овальну форму, його довжина приблизно 3,7 км, ширина — 2,5 км. Глибина лагуни становить 6 м, площа — 7,1 км². Площа двох острівців атола (Cemitério на південному заході, Farol Cay на північному заході) становить 0,36 км², з них на Farol Cay припадає приблизно дві третини території. Найвища точка — піщана дюна на півдні Farol Cay, її висота становить 6 м. Атол складається в основному з коралів та червоних водоростей. Коралове кільце практично замкнуто, за винятком протоки шириною в 200 метрів на північній стороні і набагато більш вузької протоки на західній стороні.
Обидва острівця поросли травою, чагарниками, на них також ростуть кілька пальм. На острівцях живуть краби, павуки, скорпіони, піщані блохи, жуки, а також багато видів птахів. Поруч з атолом живуть черепахи, акули, дельфіни.
Атол є заповідною зоною, в 2001 році був визнаний ЮНЕСКО об'єктом світової спадщини спільно з архіпелагом Фернанду-ді-Норонья. Через своє віддалене розташування острови залишаються багато в чому недоторканими людиною. Використовуються тільки для проведення наукових досліджень.

## Історія

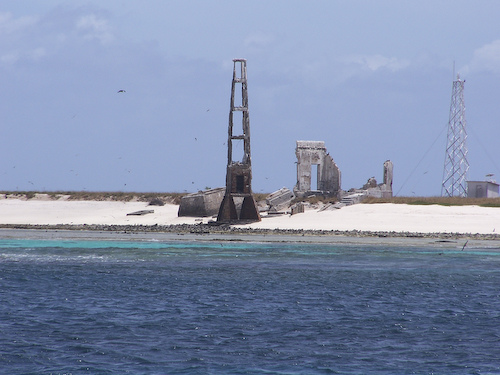
Залишки старого маяка (на передньому плані) і новий маяк (на задньому плані)

Відкритий в 1503 році, після аварії корабля Gonçalo Coelho. На острові діє маяк бразильського військово-морського флоту, побудований в 1960-х роках на північному кінці затоки Farol. Поруч з ним розташований занедбаний маяк, побудований в 1933 році.

## Популярна культура
В коміксах про солдата Джо від Marvel Comics атол став місцем ракетної атаки вигаданої терористичної організації «Кобра» на станцію стеження за супутниковим зв'язком і центром зберігання робототехніки.